# アンソニー・ムンディン
アンソニー・ムンディン（Anthony Mundine、男性、1975年5月21日 - ）は、オーストラリアのプロボクサーであり、オーストラリアラグビーリーグのプレイヤー。元WBA世界スーパーミドル級王者。元WBA世界スーパーウェルター級暫定王者。アボリジニであり、父親もかつてプロボクサーであった。「本物の男」といった意味の「The Man 」の異名を持つ。

## 来歴

### ラグビープレイヤー時代
ジュニアの時代からラグビー選手として活躍しており、1993年にラグビーリーグチームのセントジョージドラゴンズと契約した。1997年にはブリスベン・ブロンコスでプレーするが、1998年にはまたセントジョージ・ドラゴンズに戻り2000年までプレーをした。ドラゴンズでのトータル戦績は126試合出場、56トライ、3ゴール、2フィールドゴールである。

### プロボクサー時代

#### 最初の世界タイトル
2000年7月3日、デビュー戦は25歳の時、ニュージーランドの選手と対戦し4回KO勝ちを収めボクシングキャリアをスタートさせた。プロデビュー戦の前にアマチュアで4試合こなしている。
2001年2月19日、ゴスフォードのノースパワー・スタジアムでオーストラリアスーパーミドル級王者マーク・バージェロと対戦し、6回TKO勝ちを収め王座を獲得した。
2001年4月16日、ゴールドコーストのカラーラ・スポーツ・コンプレックスでPABAスーパーミドル級王者ティモ・マスアと対戦し、3回KO勝ちを収め王座を獲得した。
2001年6月18日、ニューサウスウェールズ州リヴァプールのE.G.ホイットラム・レクリエーションセンターでマイク・マカタと対戦し、5回TKO勝ちを収め初防衛に成功した。
2001年9月3日、ウロンゴンのエンターテインメント・センターで行われたIBFパンパシフィックスーパーミドル級王座決定戦でサム・ソリマンと対戦し、12回2-1（116-114、115-113、113-115）の判定勝ちを収め王座を獲得した。
2001年9月、PABAスーパーミドル級王座を返上。
2001年10月20日、シドニーのE.G.ホイットラム・センターでガイ・ウォータースと対戦し、2回KO勝ちでIBFパンパシフィックスーパーミドル級王座の初防衛に成功した。
2001年12月1日、ドイツ・ノルトライン＝ヴェストファーレン州ドルトムントでIBF世界スーパーミドル王者スベン・オットケに挑戦し、プロ初黒星となる10回KO負けを喫し王座獲得に失敗した。
2002年4月1日、ゴールドコーストのカラーラ・スポーツ・コンプレックスで行われたPABAスーパーミドル級王座決定戦でローランド・フランシスと対戦し、8回TKO勝ちを収め王座に返り咲いた。
2002年6月3日、ニューサウスウェールズ州リヴァプールのE.G.ホイットラム・レクリエーションセンターでダーレン・オバーと対戦し、6回TKO勝ちを収め初防衛に成功した。
2002年9月2日、ニューサウスウェールズ州リヴァプールのE.G.ホイットラム・レクリエーションセンターで行われたPABA王座の防衛戦並びにWBAパンアフリカンスーパーミドル級王座決定戦でスーン・ボテスと対戦し、PABA王座の初防衛、WBAパンアフリカン王座を獲得に成功した。
2002年11月2日、ゴールドコーストのカラーラ・スポーツ・コンプレックスでPABA王座並びにWBAパンアフリカ王座の防衛戦並びにジョー・カルザゲと対戦経験を持つWBAフェデラテンスーパーミドル級王者リック・ソーンベリーと王座統一戦を行い、11回TKO勝ちを収め、PABA王座は2度目、WBAパンアフリカン王座は初防衛、WBAフェデラテン王座を獲得した。
2003年2月1日、オークランドのASBスタジアムでショーン・サリバンと対戦し、12回3-0（116-112、119-108、120-109）の判定勝ちを収め、PABA王座は3度目、WBAパンアフリカン王座は2度目、WBAフェデラテン王座は初防衛に成功した。
2003年7月、PABAスーパーミドル級王座を返上した。
2003年9月3日、シドニー・エンターテイメント・センターで行われたWBA世界スーパーミドル級王座決定戦でアントワン・エコーズと対戦し、12回3-0（117-112、117-112、115-114）の判定勝ちを収め念願の世界王座を獲得した。
2004年1月19日、ウロンゴンのエンターテイメントセンターで西澤ヨシノリと対戦し、5回0分43秒TKO勝ちを収め初防衛に成功した。

#### 2度目の世界タイトル
2004年5月5日、マニー・シアカと対戦し、12回1-2（113-115×2、114-113）の判定負けを喫し2度目の防衛に失敗、王座から陥落した。
2005年6月8日、シドニー・エンターテイメント・センターでWBA世界スーパーミドル級王者ミッケル・ケスラーと対戦し、12回0-3（112-116、108-120、113-117）の判定負けを喫し王座返り咲きに失敗した。
2006年5月17日、オージー・スタジアムで行われたWBA世界スーパーミドル級挑戦者決定戦でダニー・グリーンと対戦し、12回3-0（116-113、118-111、118-112）の判定勝ちを収めミッケル・ケスラーへの挑戦権を獲得した。
2007年3月7日、ミッケル・ケスラーのスーパー王座認定に伴うWBA世界スーパーミドル級王座決定戦でサム・ソリマンと対戦し、9回2分26秒KO勝ちを収め、6年ぶりの再戦を制し4年ぶりに王座に返り咲いた。
2007年6月27日、クイーンズランド州のブロードビーチのゴールドコーストコンベンションセンターにてパブロ・ダニエル・サモラ・ニエベスと対戦、3回にダウンを奪いその後もポイントを積み重ねていき12回大差判定勝ちで暫定ながら初防衛に成功した。
2007年12月10日、ホセ・アルベルト・クラベロを相手に2度目の王座防衛をかけて対戦、目の感染症にかかり失明の危機に面していたがなんとか克服しおよそ半年振りとなった試合は4回TKOで相手を下し防衛に成功した。
2008年2月27日、元OPBF東洋太平洋2階級制覇王者のネイダー・ハムダンと対戦、同国人同士の一戦は王者が挑戦者を大差判定で下し、5度目の防衛に成功となった。
2008年5月28日、シドニー・エンターテイメント・センターにてサム・ソリマンと対戦し、3-0（116-112、116-112、117-112）の判定勝ちを収め、ソリマンとの3度目の対戦も制し4度目の防衛に成功した。
2008年5月29日、WBA世界スーパーミドル級王座を返上した。
2008年7月30日、ニューサウスウェールズ州ニューカッスルでOPBF東洋太平洋スーパーミドル級暫定およびABCOスーパーミドル級チャンピオンのクレイジー・キムと対戦し、ダウンを奪われるも10回3-0（98-91、98-92、99-91）判定勝ちした。

#### 3度目の世界タイトル
2009年2月11日、ウロンゴンのエンターテイメントセンターで行われたWBAインターナショナルミドル級王座決定戦でシャナン・テーラーと対戦し、12回3-0（120-108、120-107、120-107）の判定勝ちを収め王座を獲得した。
2009年5月27日、ブリスベンのブリスベン・エンターテイメント・センターでIBO世界ミドル級王者のダニエル・ゲールと対戦し、12回2-1（114-113、116-113、112-115）の判定勝ちを収め王座を獲得した。
2010年1月11日、シドニー・エンターテイメント・センターでロバート・メドレーとWBAインターナショナル王座の防衛戦も兼ねたノンタイトル12回戦を行い、12回3-0（117-115、117-112、117-113）の判定勝ちを収めた。
2010年6月30日、ブリスベンのブリスベン・エンタテインメント・センターでカルロス・アダン・ヘレスとWBAインターナショナルミドル級王座決定戦を兼ねたノンタイトル12回戦を行い、12回3-0（118-110、118-110、120-109）の判定勝ちを収めた。
2010年9月15日、ウロンゴンのエンターテイメントセンターでライアン・ウォーターズと対戦し、10回24秒TKO勝ちを収めた。試合後ウォーターズは保持していたWBOアジア太平洋スーパーウェルター級王座とWBOオリエンタルスーパーウェルター級王座を剥奪された。
2010年12月8日、ガース・ウッドとエイサー・アリーナで対戦し、5回58秒KO負けを喫した。
2011年4月13日、ブリスベンのブリスベン・エンターテイメント・センターに舞台を移してガース・ウッドと再戦し、10回にホールディングで1点減点されたものの、ウッドから9回と10回に1度ずつダウンを奪い、10回3-0（96-92、95-92、95-93）の判定勝ちを収め前戦の借りを返した。
2011年10月19日、ニューカッスルのニューカッスル・エンターテイメント・センターでリゴベルト・アルバレスとWBA世界スーパーウェルター級暫定王座決定戦を行い、12回3-0（115-113、117-111、117-111）の判定勝ちを収め暫定ながら2階級制覇を達成した。
2012年3月、WBA世界スーパーウェルター級暫定王座を返上。
2012年7月14日、アメリカ合衆国・ネバダ州ラスベガスのパームスで行われたIBF北米ミドル級王座決定戦でブロンコ・マッカートと対戦し、7回2分4秒TKO勝ちを収め王座を獲得した。
2013年1月30日、シドニー・エンターテイメント・センターでIBF世界ミドル級王者のダニエル・ゲールと対戦し、12回0-3（112-116、111-117、111-117）の判定負けを喫し、3年8ヵ月ぶりの再戦で借りを返され、王座獲得に失敗、3階級制覇にも失敗した。
2013年10月23日、シドニー・エンターテイメント・センターで元世界3階級制覇王者のシェーン・モズリーとの試合が設定されていたが、現地プロモーターがモズリーへのファイトマネーを未払いだったことが発覚。試合前日となる22日、公式計量の数時間前に試合が中止になった。しかし11月14日、自身が経営するカフェ「ボクサ・バー」が火事になるというハプニング見舞われたもののモズリーとの試合が11月27日シドニーに再セットされた。
2013年11月27日、オールフォーンズ・アリーナで元世界3階級制覇王者シェーン・モズリーとWBAインターナショナルスーパーウェルター級王座決定戦を行い、モズリーが6回終了時に棄権した為王座を獲得した。
2014年1月29日、ブリスベンのブリスベン・エンターテイメント・センターでカーソン･ジョーンズと対戦予定だったがジョーンズが風邪で欠場、代わりにビリー･ライルとの対戦が発表されるがこれも流れ、結局試合10日前にガナー・ジャクソンとの対戦が決まった。試合は10回3-0(3者共に100-90)の完勝を収めた。
2014年4月9日、ニューサウスウェールズ州でジョシュア・クロッティと対戦するが5度ダウンを奪われ12回0-3(108-116、109-115、108-117)の大敗を喫した。
2015年5月9日、アメリカ・テキサス州ヒダルゴ郡ヒダルゴのステートファーム・アリーナのオマール・フィゲロア対リッキー・バーンズの前座でオースティン・トラウトと対戦予定だったが、ムンディンがスパーリングで耳を負傷した状態でアメリカ行きの飛行機に乗り、フライト中に耳の状態が悪化したため欠場となった。
2015年11月11日、メルボルンのコンベンション・エキシビジョン・センターでチャールズ・ハトレイとWBCスーパーウェルター級シルバー王座の防衛戦で対戦し、11回TKO負けを喫し王座防衛に失敗した。
2019年11月30日、サウス・ブリスベンのブリスベン・コンベンション・エキシビションセンターでジョン・ウェイン・パーと対戦し、判定負けを喫すると、試合後に引退を表明した。

## 獲得タイトル
- オーストラリアスーパーミドル級王座
- PABAスーパーミドル級王座
- IBFパンパシフィックスーパーミドル級王座
- WBAパンアフリカンスーパーミドル級王座
- WBAフェデラテンスーパーミドル級王座
- WBA世界スーパーミドル級王座
- WBAインターナショナルミドル級王座
- IBO世界ミドル級王座
- WBA世界スーパーウェルター級暫定王座
- IBF北米ミドル級王座
- WBAインターナショナルスーパーウェルター級王座